# 堀江謙一
堀江謙一（日语：／，1938年9月8日—）是日本的海洋冒险家（单人水手、游艇駕駛員），出生于大阪府大阪市，居住於兵库县蘆屋市。他創下多項航海紀錄。
他也是一名业余无线电操作员，呼号為JR3JJE。
1962年，他成为第一个乘坐小型游艇横渡太平洋的日本人，途中沒有停靠任何港口。1974年，其日本第一艘小型游艇独自成功环游世界，並無停靠任何港口。
2022年3月27日，他駕駛全長約6米、重約1噸的小型帆船「三得利美人魚3號」，從美國加州舊金山啟航，是與過去相反的路線，並在今年4月中旬航經夏威夷近海，再次創下紀錄，成為全球最年長單獨駕駛帆船、中途不靠岸橫渡太平洋的人。